# Eerste klasse 1948-49 (voetbal België)
Het seizoen 1948/49 van de Belgische Eerste Klasse ging van start in de zomer van 1948 en eindigde in de lente van 1949. De competitie, die onder de naam Ere Afdeling plaatsvond, telde 16 clubs. RSC Anderlecht werd voor de tweede keer in de geschiedenis van de club kampioen.

## Gepromoveerde teams
Deze teams waren gepromoveerd uit de Tweede Klasse (deze klasse werd nog Eerste Afdeling genoemd) voor de start van het seizoen:
- RC Mechelen KM (kampioen in Eerste Afdeling A)
- R. Tilleur FC (kampioen in Eerste Afdeling B)

## Degraderende teams
Deze teams degradeerden naar Tweede Klasse op het eind van het seizoen:
- K. Boom FC
- Union Royale Saint-Gilloise

## Titelstrijd
RSC Anderlecht werd kampioen met drie punten voorsprong op vicekampioen R. Berchem Sport. Derde werd R. Standard Club Liège met evenveel punten achterstand maar met een verliesmatch meer.

## Degradatiestrijd
De twee degradatieplaatsen gingen naar Union Royale Saint-Gilloise dat laatste werd op twee punten van de voorlaatste K. Boom FC. Deze ploeg had zelf twee punten achterstand had op een drietal ploegen.

## Eindstand
|   |    |                             | P  | W  | G  | V  | +  | -  | DS  | Ptn |
| - | -- | --------------------------- | -- | -- | -- | -- | -- | -- | --- | --- |
| K | 1  | RSC Anderlechtois           | 30 | 20 | 1  | 9  | 72 | 45 | 27  | 41  |
|   | 2  | R. Berchem Sport            | 30 | 16 | 6  | 8  | 56 | 38 | 18  | 38  |
|   | 3  | R. Standard Club Liège      | 30 | 17 | 4  | 9  | 57 | 46 | 9   | 38  |
|   | 4  | R. Charleroi SC             | 30 | 15 | 6  | 9  | 70 | 47 | 23  | 36  |
|   | 5  | RC Mechelen KM              | 30 | 13 | 8  | 9  | 57 | 49 | 8   | 34  |
|   | 6  | R. Beerschot AC             | 30 | 15 | 3  | 12 | 54 | 46 | 8   | 33  |
|   | 7  | RFC Malinois                | 30 | 10 | 12 | 8  | 52 | 52 | 0   | 32  |
|   | 8  | RFC Liégeois                | 30 | 14 | 2  | 14 | 71 | 52 | 19  | 30  |
|   | 9  | R. Antwerp FC               | 30 | 10 | 7  | 13 | 47 | 51 | -4  | 27  |
|   | 10 | R. Racing Club de Bruxelles | 30 | 10 | 7  | 13 | 56 | 71 | -15 | 27  |
|   | 11 | K. Lyra                     | 30 | 9  | 8  | 13 | 45 | 67 | -22 | 26  |
|   | 12 | ARA La Gantoise             | 30 | 8  | 9  | 13 | 50 | 57 | -7  | 25  |
|   | 13 | R. Tilleur FC               | 30 | 8  | 9  | 13 | 34 | 46 | -12 | 25  |
|   | 14 | R. OC de Charleroi          | 30 | 9  | 7  | 14 | 36 | 49 | -13 | 25  |
| D | 15 | K. Boom FC                  | 30 | 7  | 9  | 14 | 40 | 60 | -20 | 23  |
| D | 16 | Union Royale Saint-Gilloise | 30 | 8  | 4  | 18 | 49 | 70 | -21 | 20  |

P: wedstrijden gespeeld, W: wedstrijden gewonnen, G: gelijke spelen, V: wedstrijden verloren, +: gescoorde doelpunten, -: doelpunten tegen, DS: doelsaldo, Ptn: totaal punten
K: kampioen, D: degradeert

## Topschutter
| Scorer          | Goals | Team            |        |
| --------------- | ----- | --------------- | ------ |
| René Thirifays  | 26    | R. Charleroi SC | België |
| Paul Deschamps  | 24    | RFC Liégeois    | België |
| Jozef Mannaerts | 22    | RC Mechelen KM  | België |

1895/96 · 1896/97 · 1897/98 · 1898/99 · 1899/00 · 1900/01 · 1901/02 · 1902/03 · 1903/04 · 1904/05 · 1905/06 · 1906/07 · 1907/08 · 1908/09 · 1909/10 · 1910/11 · 1911/12 · 1912/13 · 1913/14 · 1914/15 · 1915/16 · 1916/17 · 1917/18 · 1918/19 · 
1919/20 · 1920/21 · 1921/22 · 1922/23 · 1923/24 · 1924/25 · 1925/26 · 1926/27 · 1927/28 · 1928/29 · 1929/30 · 1930/31 · 1931/32 · 1932/33 · 1933/34 · 1934/35 · 1935/36 · 1936/37 · 1937/38 · 1938/39 · 1939/40 · 1940/41 · 1941/42 · 1942/43 · 1943/44 · 1944/45 · 1945/46 · 1946/47 · 1947/48 · 1948/49 · 1949/50 · 1950/51 · 1951/52 · 1952/53 · 1953/54 · 1954/55 · 1955/56 · 1956/57 · 1957/58 · 1958/59 · 1959/60 · 1960/61 · 1961/62 · 1962/63 · 1963/64 · 1964/65 · 1965/66 · 1966/67 · 1967/68 · 1968/69 · 1969/70 · 1970/71 · 1971/72 · 1972/73 · 1973/74 · 1974/75 · 1975/76 · 1976/77 · 1977/78 · 1978/79 · 1979/80 · 1980/81 · 1981/82 · 1982/83 · 1983/84 · 1984/85 · 1985/86 · 1986/87 · 1987/88 · 1988/89 · 1989/90 · 1990/91 · 1991/92 · 1992/93 · 1993/94 · 1994/95 · 1995/96 · 1996/97 · 1997/98 · 1998/99 · 1999/00 · 2000/01 · 2001/02 · 2002/03 · 2003/04 · 2004/05 · 2005/06 · 2006/07 · 2007/08 · 2008/09 · 2009/10 · 2010/11 · 2011/12 · 2012/13 · 2013/14 · 2014/15 · 2015/16 · 2016/17 · 2017/18 · 2018/19 · 2019/20 · 2020/21· 2021/22 · 2022/23 · 2023/24 · 2024/25